# Euharistie
Euharistia (din greacă ἐυχαριστία, transliterat: eucharistía, „mulțumirea”, „aducerea de mulțumire”)  este ritualul central al cultului creștin, care constă în consumarea de pâine și vin, cu convingerea că în acestea se află Isus Cristos. 
Semnificația împărtășirii cu elementele euharistice constă în participarea la moartea și învierea lui Isus Cristos. În cadrul slujbei euharistice creștinii se roagă, ascultă texte din Biblie, iar spre sfârșitul slujbei și primesc taina propriu-zisă sub formă de pâine și vin. Acțiunea de a mânca euharistia se numește cuminecare.
Euharistia este o taină introdusă în practica religioasă pe baza celor afirmate de Isus în timpul Cinei celei de Taină din Ierusalim (Matei 26:17-20, Matei 26:26-30, Marcu 14:12-25). Euharistia, act celebrat de preoți la altar, repetă Cina cea de Taină din preziua condamnării și răstignirii lui Isus, reamintind sacrificiul suprem al lui Isus spre mântuirea lumii. Catolicii și ortodocșii cred că în timpul oficierii slujbei Euharistiei pâinea și vinul devin trupul și sângele lui Isus, chiar dacă forma exterioară a vinului și a pâinii nu se schimbă. Unii reformați cred că sângele și trupul lui Isus sunt numai simbolic reprezentate. Alți reformați practică Euharistia numai spre memorarea Cinei celei de Taină și a jertfei lui Isus. 

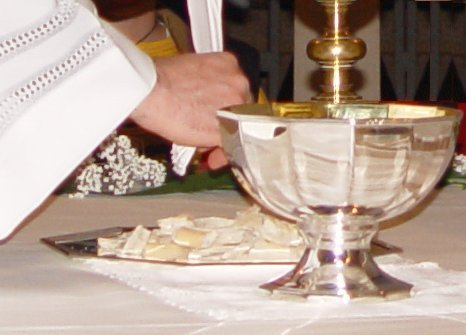
Preotul frângând pâinea euharistică

## Terminologie
Denumirea cea mai veche este frângerea pâinii și se pare că ar fi fost unica folosită în primele două veacuri. În Noul Testament există trei texte ce folosesc această expresie: Luca 24,35, Fapte 20,7 și Fapte 2,42-46, dar cel din urmă e cel mai semnificativ:
Ei stăruiau în învățătura apostolilor, în legătura frățească, în frângerea pâinii, și în rugăciuni...Toți împreună erau nelipsiți de la templu în fiecare zi, frângeau pâinea în case, și luau hrana, cu bucurie și curăție de inimă.
În al doilea și al treilea secol, se începe să se folosească, în paralel, un alt termen: euharistie. Acesta își are originea în textele cu privire la Cina cea de Taină din al doilea legământ:
Căci de la Domnul am primit ce v-am dat; și anume că, Domnul Isus, în noaptea în care a fost vândut, a luat pâine, și mulțumind (ευχαριστήσας – euxharistêsas), a frânt-o, și a zis: «Luați, mâncați: acesta este trupul meu, care se frânge pentru voi; aceasta să o faceți întru pomenirea mea.» I Corinteni 11,23-24.

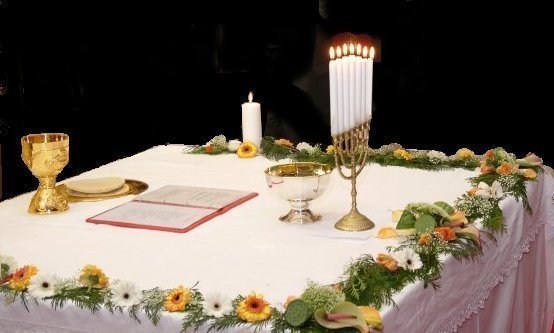
Pe sfânta masă: potirul cu vin euharistic, discul cu pâinea euharistică, liturghier, lumînări, flori.

Cuvântul liturghie, însemnând „lucrare publică”, își are originile în Epistola lui Pavel către filipeni. Începând cu Reforma protestantă în comunitățile protestante se folosesc până în zilele noastre expresiile: cina Domnului sau sfânta Cină, cu trimitere la Cina cea de Taină. Aceste expresii se utilizează din ce în ce mai puțin. Cuvântul cuminecare (din latină communicare) își are originea în scrierile apostolului Pavel, însă desemnează cu precădere actul „tainei”, decât slujba în sine, deși nu în mod exclusiv.

## Materia tainei

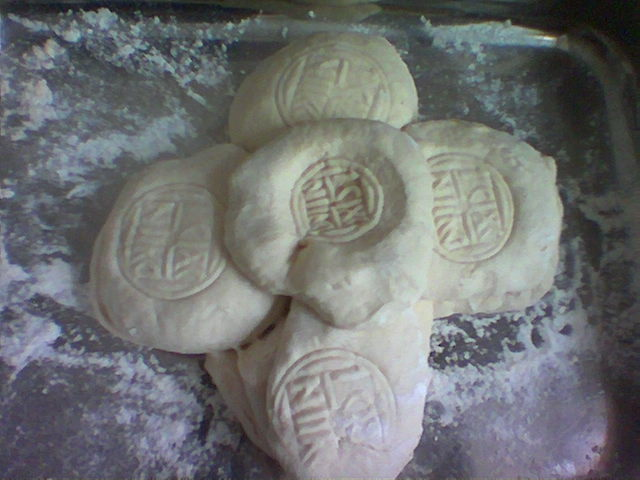
Prescură dospită, pentru liturghie

Pentru euharistie se folosește pâine de grâu și vin de struguri. Slujitorul Euharistiei este episcopul sau preotul, hirotonit în mod valid, care acționează în persoana lui Cristos și în numele Bisericii. Vinul și pâinea folosite la cuminecare sunt ele însele numite cuminecătură.

### Pâinea
Potrivit evangheliilor sinoptice (Matei, Marcu și Luca), Iisus la Cina cea de Taină a sărbătorit paștele evreiești în ziua potrivită, deci cu pâine nedospită. După evanghelia după Ioan, însă, cina cea de taină a avut loc înainte de paștele evreiesc, deci, probabil, ar fi folosit pâine dospită.
Totuși, acest lucru nu a constituit o problemă pentru creștinii din primele secole. În general, toate riturile foloseau pâine dospită și care conține și sare. Copții folosesc pâine dospită, dar nesărată. Totuși, de la bun început, ritul armean folosea pâine nedospită și necoaptă în cuptor, pe motiv că la liturghie materia euharistiei trebuie să fie vie, netrecută prin foc. Acest obicei se păstrează și într-o legendă despre sfântul Grigore Luminătorul. Totuși, folosirea pâinii nedospite a fost preluată de la armeni, în secolul al VI-lea, de către ritul maronit, apoi s-a răspândit, între secolele al VIII-lea și al XII-lea, și în Occident.
În secolul al XI-lea s-a pus problema felului de pâine ce trebuie folosită la cuminecare: dospită sau nedospită. Controversa între teologii greci și latini a fost rezolvată la Conciliul de la Florența, unde s-a decis că ambele variante sunt valabile, dar că fiecare rit trebuie să folosească obiceiul local, adică grecii pâine dospită, iar latinii pâine nedospită.
Biserica Anglicană a hotărât, în secolul al XVI-lea, revenirea la practica de la început, de a folosi pâine dospită. Totuși, în urma lucrărilor lui John Henry Newman, anglo-catolicii folosesc pâine nedospită. Biserica reformată folosește, de asemenea, pâine nedospită.
În ziua de astăzi, la nivel ecumenic, se admite următoarea ipoteză: Isus ar fi sărbătorit Paștele evreiesc cu adevărat, deci cu pâine nedospită, însă în mod anticipat, cu o zi înainte de data Paștelor. Drept aceea, felul pâinii nu mai pune problema din punct de vedere teologic.

### Vinul
În mod normal, riturile bizantin, latin, ambrosian, mozarab, galic, asirian și anglican modern pun și puțină apă în vin. Restul riturilor folosesc vin neamestecat. Câteva picături de apă în vin simbolizează dumnezeirea și omenirea lui Iisus, după doctrina creștină.
Totuși, încă în Evul Mediu, în ritul bizantin, potirul se punea pe o găleată de cărbuni aprinși, pentru ca vinul euharistic să fie cald, căldura simbolizând viața. În ziua de astăzi se varsă câteva picături de apă caldă în potir. Ritul armean, din contră, prescrie vinul încălzit de foc drept materie invalidă sau, cel puțin, îndoielnică.
Ritul coptic a întâlnit, la un moment dat, o schimbare cu privire la vinul liturgic. Egiptul arab, musulman teocratic, interzicea băuturile alcoolice și cultura vinului. Ritul coptic a găsit o soluție. Se luau stafide, ce se macerau în apă timp de o noapte, iar sucul rezultat era folosit drept vin liturgic.
De obicei, vinul folosit e fermentat, dar gradul de fermentare n-a fost niciodată o cauză de discuție.
Începând cu conciliul tridentin, ritul latin a pus o nouă problemă: credincioșii nu mai aveau dreptul de a se cumineca din potir, acesta fiind rezervat doar clerului. După conciliul Vatican II, se permite din nou împărtășirea sub ambele elemente, dar nu e o obligație. Dacă pâinea liturgică nu mai pune probleme la nivel interconfesional, o problemă acută la nivel ecumenic e lipsa de obligativitate de cuminecare a credincioșilor din potir în Biserica romană.

## Euharistia ca sacrificiu
Potrivit învățăturii Sfinților Părinți Euharistia este însăși jertfa trupului și sângelui lui Isus, pe care el a încredințat-o discipolilor săi, adică Bisericii. Euharistia este semnul unității, legătura dragostei, ospățul pascal, în care este primit Cristos, Mielul lui Dumnezeu. Euharistia este memorial în sensul că face prezent și actual jertfa pe care Cristos a oferit‑o Tatălui, o dată pentru totdeauna, pe cruce, în favoarea omenirii. Caracterul de jertfă al Euharistiei se manifestă în cuvintele consacrării: „Acesta este trupul meu dăruit pentru voi” și „Acest potir este noua alianță în sângele meu, vărsat pentru voi” (Lc 22,19‑20). Jertfa crucii și jertfa Euharistiei sunt o unică jertfă. Sunt identici victima și cel care oferă, este diferit doar modul de a se oferi: în mod sângeros pe cruce, în mod nesângeros în Euharistie.

## Istoric

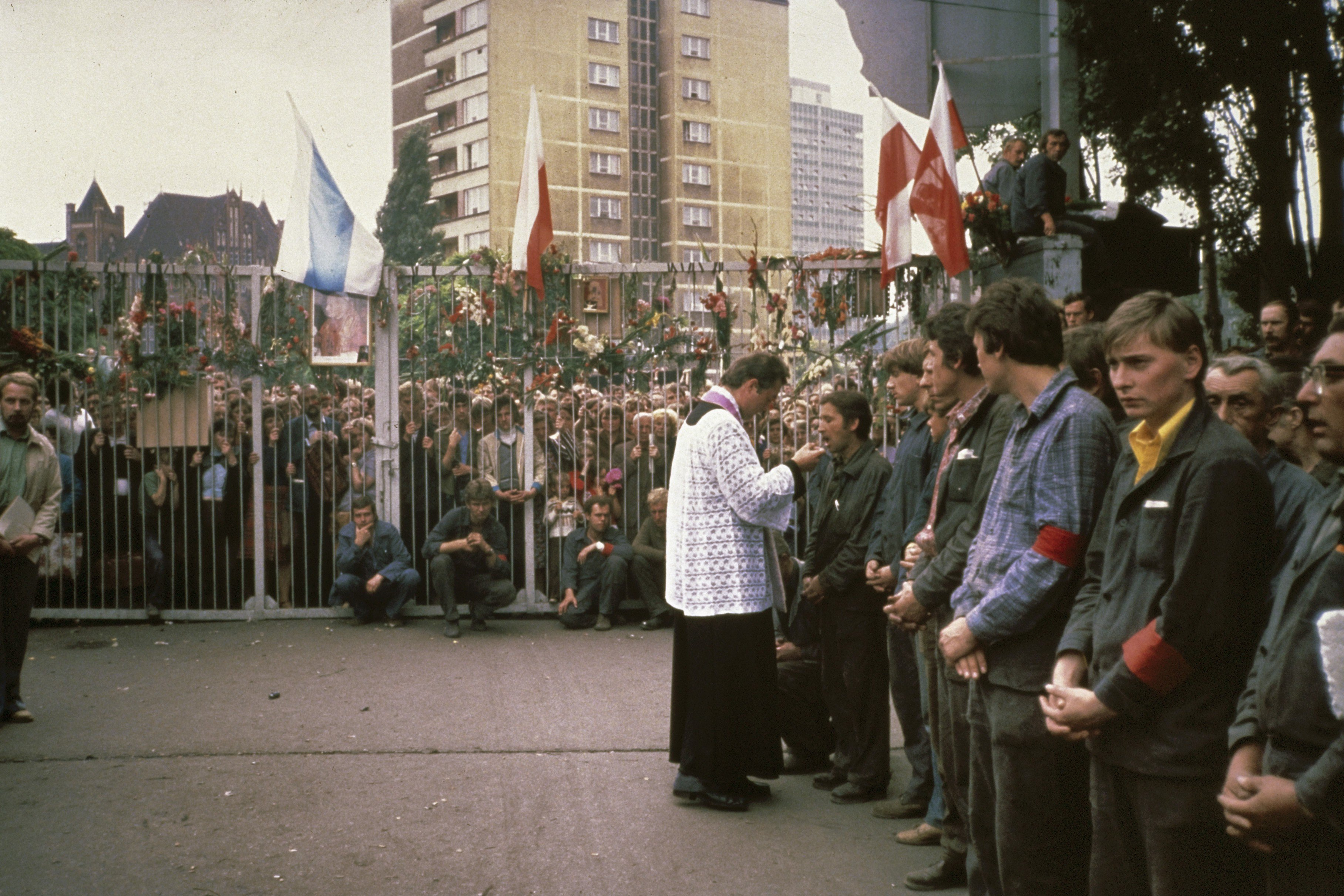
Preot cuminecând muncitorii greviști ai Șantierului Naval Gdańsk (20 august 1980)

Până la începutul secolului al IV-lea euharistia avea loc în casele din orașe, în noaptea între sâmbătă și duminică, dar întotdeauna avându-l ca întâistătător pe episcop.
Toți creștinii se cuminecau, apoi luau cu sine elementele euharistice, pentru a se cumineca în familie, în timpul săptămânii.
După sfârșitul persecuțiilor, se zidesc biserici, iar templele păgâne sunt transformate în biserici. Astfel, euharistia nu se mai săvârșește în case, ci în biserici. La prima parte a liturghiei participă toți, dar la liturghia altarului participă doar cei botezați, fără impedimente grave (cele trei păcate mortale: apostazia, uciderea, adulterul).
Pentru prima dată se pune problema cuminecării zilnice. Apusenii, precum și copții, continuă cuminecarea zilnică, dar nimeni nu mai ia cuminecătura acasă, ci se face liturghie zilnic, la biserică. Răsăritenii, în afară de copți, continuă liturghia doar o dată pe săptămână, dar nu se mai permite credincioșilor să se cuminece acasă.
Papa Damasus I, tot în secolul IV, zidește o biserică pe Catacombele Domitillei. De aici se vor inspira episcopii din lumea întreagă pentru a zidi bisericile pe mormintele martirilor, sau, cel puțin, de a pune moaște sub masa altarului.
Începând cu secolul al VI-lea, papa Grigore I cel Mare Dialogul propune ca la liturghiile din zilele de luni, sau chiar și mai des, să fie pomeniți în cadrul liturghiei credincioșii răposați, considerând că Domnul este prezent în euharistie și fizic, datorită pâinii și vinului euharistic. De aceea trebuie a se folosi de acest prilej pentru a-i încredința Domnului pe cei vii și răposați.
Astfel, începând cu această perioadă, momentul prefacerii, care pentru creștini înseamnă rugăciunea în cadrul căreia pâinea și vinul ar deveni trupul și sângele lui Iisus, e simțit ca fiind partea cea mai importantă din liturghie.
Datorită creșterii numărului de penitenți, în secolul al IX-lea, credincioșii ajung să nu se mai cuminece, ci vin la liturghie doar pentru a se ruga și, eventual, pentru a vedea elementele euharistice în mâinile preotului. Singurele focare unde credincioșii se mai cuminecă des rămân Egiptul, Etiopia și Muntele Athos. În rest, euharistia nu mai e percepută ca un act (aspect dinamic), ci ca un obiect (aspect static), ca și cum s-ar face confuzie între botez și apa botezului.
Evul Mediu va provoca mari controverse cu privire la euharistie. Martin Luther folosește noțiunea de impanațiune: Christos în pâine, cu pâinea și sub pâine. Pentru a riposta, Biserica Catolică va folosi noțiunea de transsubstanțiere: substanța pâinii și a vinului devine substanța trupului și sângelui lui Christos. Biserica Anglicană ia termenul de transsubstanțiere în sens chimic și o consideră superstiție, dar continuă să creadă în prezența reală - fizică - a lui Iisus în elementele euharistice. La conciliul de la Iași, ierarhii ortodocși continuă folosirea cuvântului grecesc metabolê, spunând că e același lucru cu transsubstanțierea.Jean Calvin crede doar într-o prezență spirituală, pe când celelalte curente protestante cred doar într-un simbolism.
Pentru Bisericile dinaintea Reformei, precum și pentru Bisericile anglicană și suedeză, succesiunea apostolică e esențială pentru validitatea euharistiei.
În anii 1945, ieromonahul Gregory Dix a scos la iveală aspecte noi despre euharistie, care vor influența toată teologia euharistică până în prezent. Acestea au fost publicate în «The Shape of the Liturgy».
Gregory Dix remarcă faptul următor: cele patru narări biblice ale cinei celei de taină, precum și toate anaforele vechi folosesc fiecare câte patru verbe, care nu sunt altceva decât cele patru momente importante ale liturghiei euharistice. Luând pe rând cele patru narări biblice:
1. Pe când mâncau ei, Iisus a luat o pâine; și după ce a binecuvîntat, a frânt-o, și a dat-o ucenicilor, zicând: «Luați, mâncați; acesta este trupul meu.» (Matei 26:26)
2. Iisus a luat o pâine; și, după ce a binecuvîntat, a frânt-o, și le-a dat, zicând: ,,Luați, mâncați, acesta este trupul meu.» (Marcu 14:22)
3. Apoi a luat pâine, și, după ce a mulțumit lui Dumnezeu, a frânt-o, și le-a dat-o zicând: «Acesta este trupul Meu, care se dă pentru voi; aceasta să o faceți întru pomenirea mea.»
4. Domnul Iisus, în noaptea în care a fost vândut, a luat o pâine, și, după ce a mulțumit lui Dumnezeu, a frânt-o, și a zis: «Luați, mâncați; acesta este trupul meu, care se frânge pentru voi; aceasta să o faceți întru pomenirea Mea.» (I Cor Corinteni 11:23-24).

Deci liturghia euharistică ar trebui să se focalizeze pe patru momente: luarea darurilor de pâine și vin, binecuvântarea sau mulțumirea, frângerea și darea lor. În limbaj liturgic aceste patru momente ar fi: 1. ofertoriul; 2. anafora; 3. frângerea și 4. cuminecarea. Această structură fiind cea mai larg acceptată în ziua de astăzi, va fi folosită în articolul de față.

## Structură
Cele patru momente sunt prezente în fiecare rit tradițional. Potrivit fiecărui rit, aceste patru momente se îmbină în mod diferit.

### Ofertoriul

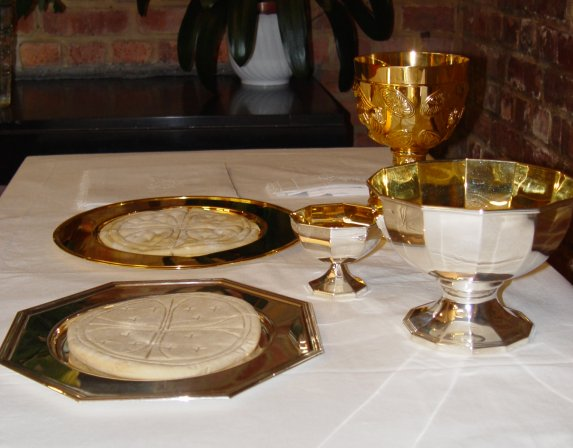
Darurile, pregătite înainte de liturghie.

Ipolit de Roma în «Tradiția apostolică», precum și Tertullian, ne descriu cum credincioșii aduc pâinea și vinul, iar președintele adunării – episcopul – le primește din mâinile lor, pentru a le pune pe masă.
Potrivit fiecărui rit, această ceremonie se desfășoară în mod diferit. În mai multe rituri răsăritene, ofertoriul a fost deplasat de la locul lui obișnuit, fiind pus  înaintea liturghiei cuvântului, în cadrul unei ceremonii numite proscomidie. În anumite rituri nu se folosesc pâini întregi ci, din cauza lipsurilor din Evul Mediu, se taie doar câteva părticele din pâine. În ritul latin, de multe ori, se aduc prefabricate, lucru cu care liturgiștii nu sunt de acord. Vezi și articolele principale: ofertoriu și proscomidie.

### Anafora
Anafora e o rugăciune lungă, rostită de președintele adunării, în cadrul căreia îi mulțumește lui Dumnezeu pentru creațiune și pentru mântuire, pomenind, de asemenea, moartea și învierea lui Iisus. De obicei, anaforele conțin un Sanctus, cuvintele instituirii («Luați, mâncați... Luați, beți...»), o epicleză, dar la această regulă sunt și excepții. Vezi și articolul principal: anaforă (liturgică).

### Frângerea
Aceasta poate fi mai mult sau mai puțin pusă în evidență. Datorită faptului că frângerea pâinii e tocmai numele tainei (sacramentului), se încearcă o evidențiere a frângerii pâinii euharistice. Frângerea pâinii nu‑l împarte pe Cristos: el este prezent în întregime în fiecare specie euharistică și în toate părțile sale. Prezența euharistică a lui Cristos continuă atât timp cât subzistă speciile euharistice.

### Cuminecarea

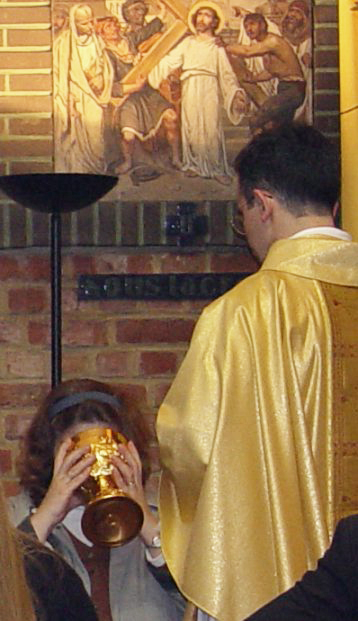
Metoda biblică de cuminecare: a bea din potir.

Cuminecarea poate fi făcută în mai multe moduri.
Potrivit Bisericii Catolice, pentru a primi sfânta Împărtășanie trebuie să fim pe deplin încorporați Bisericii Catolice și să fim în stare de har, adică fără conștiința de păcat de moarte. Cel care este conștient că a comis un păcat grav trebuie să primească sacramentul Reconcilierii înainte de a merge la Împărtășanie.
Modul biblic și tradițional e ca credincioșii să primească pâinea euharistică pe palmele încrucișate, apoi, să bea din potir. Această metodă e folosită cel mai mult în Bisericile protestante, anglicană, coptă și, într-o mică măsură, în Biserica romano-catolică.
O altă metodă este încingerea. Fie că slujitorul încinge pâinea euharistică în vinul euharistic, introducând-o în gura cuminecatului, fie că credinciosul primește pe palme pâinea, apoi o încinge el însuși în potir și, astfel, o consumă. Această metodă e cea mai practicată în Bisericile tradiționale. În Bisericile ortodoxe de rit bizantin e folosită atât la Ierusalim, cât și în Franța. În România, Biserica Greco-Catolică folosește tot această metodă, mai puțin în Maramureș, la ruteni.
O a treia metodă e cuminecarea cu lingurița. Această metodă se practică, mai cu seamă, în majoritatea Bisericilor ortodoxe de rit bizantin. Slujitorul pune pâinea euharistică în potir, apoi, cu o linguriță, ia părticele înmuiate și le depune în gura cuminecatului. În anumite țări, această metodă e interzisă de către reglementările sanitare civile.

### Alte elemente
Alte elemente în slujirea liturghiei pot fi: sărutarea păcii, ectenii și rugăciuni pentru popor, rugăciuni pregătitoare cuminecării, rugăciuni și imnuri de mulțumire, binecuvântarea de la sfârșit.

## Articole conexe
- Liturghia bizantină
- Liturghia romană
- Liturghia anglicană
- Liturghia armeană